# 伊那里村
伊那里村（いなさとむら）は長野県上伊那郡にあった村。現在の伊那市長谷各町の南半にあたる。

## 地理
- 山：松峰、地蔵岳、小仙丈ヶ岳、伊那荒倉岳、横川岳、三峰岳、安倍荒倉岳、新蛇抜山、北荒川岳、塩見岳、権右衛門山、本谷山、小黒山、樺山、入山、笹山、黒河山、二児山、戸倉山（伊那富士）、丸山、小瀬戸山、黒槍山
- 河川：三峰川

## 歴史
- 1889年（明治22年）4月1日 - 町村制の施行により、中尾村・市野瀬村・杉島村・浦村の区域をもって発足。
- 1959年（昭和34年）4月1日 - 美和村と合併して長谷村が発足。同日伊那里村廃止。
- 2006年（平成18年）3月31日 - 長谷村が伊那市・高遠町と合併し、改めて伊那市が発足。

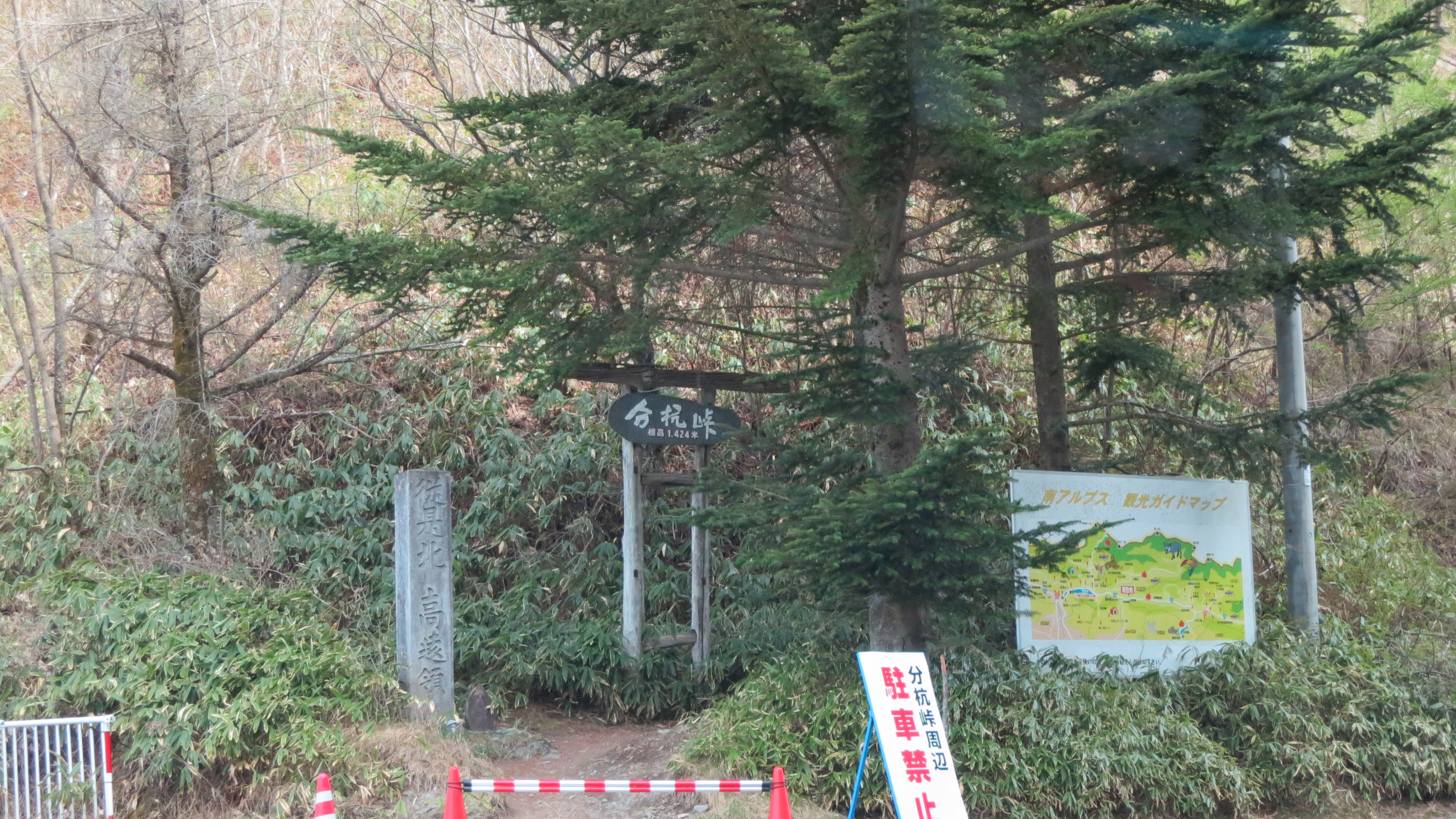
分杭峠
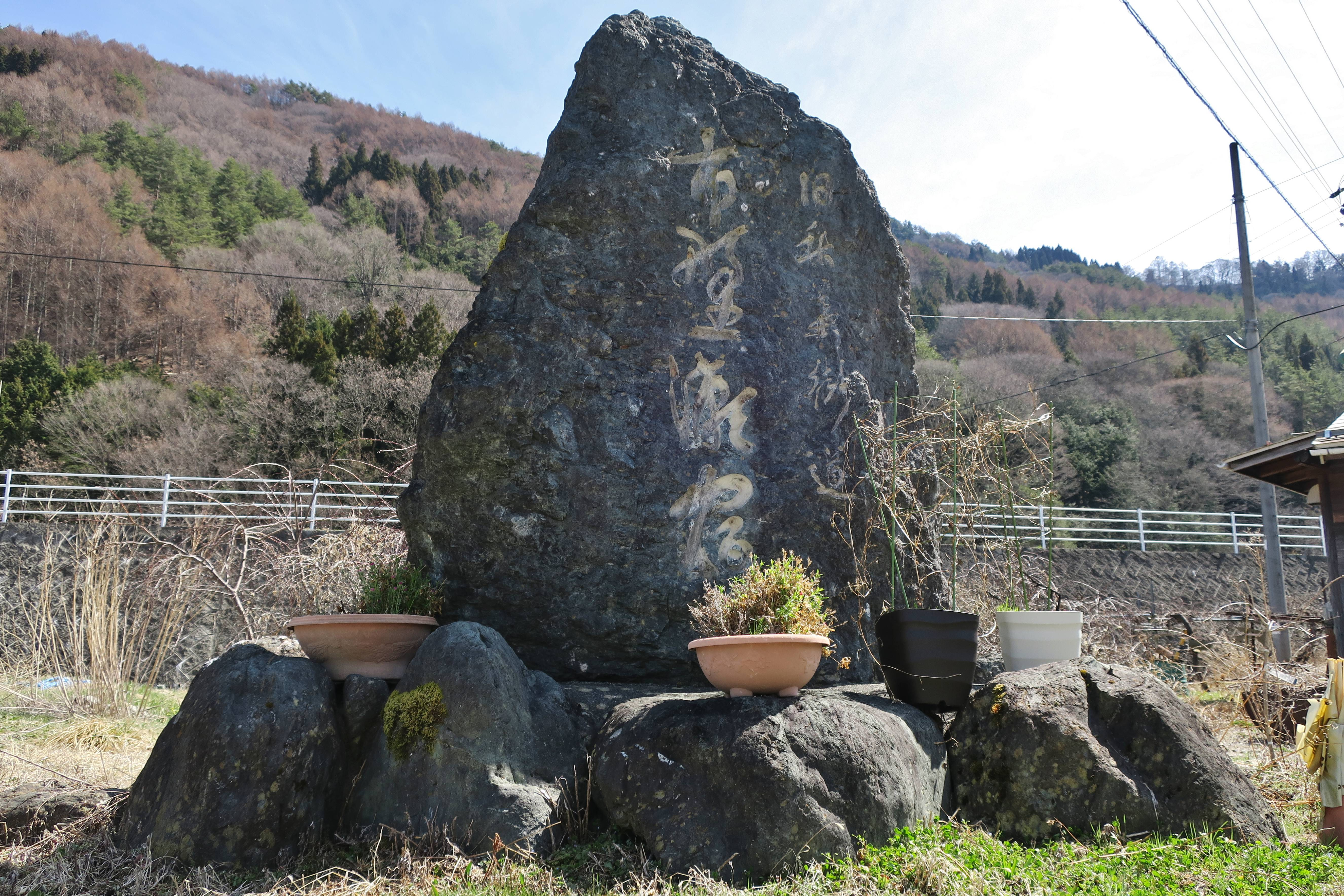
秋葉街道・市野瀬宿の石碑
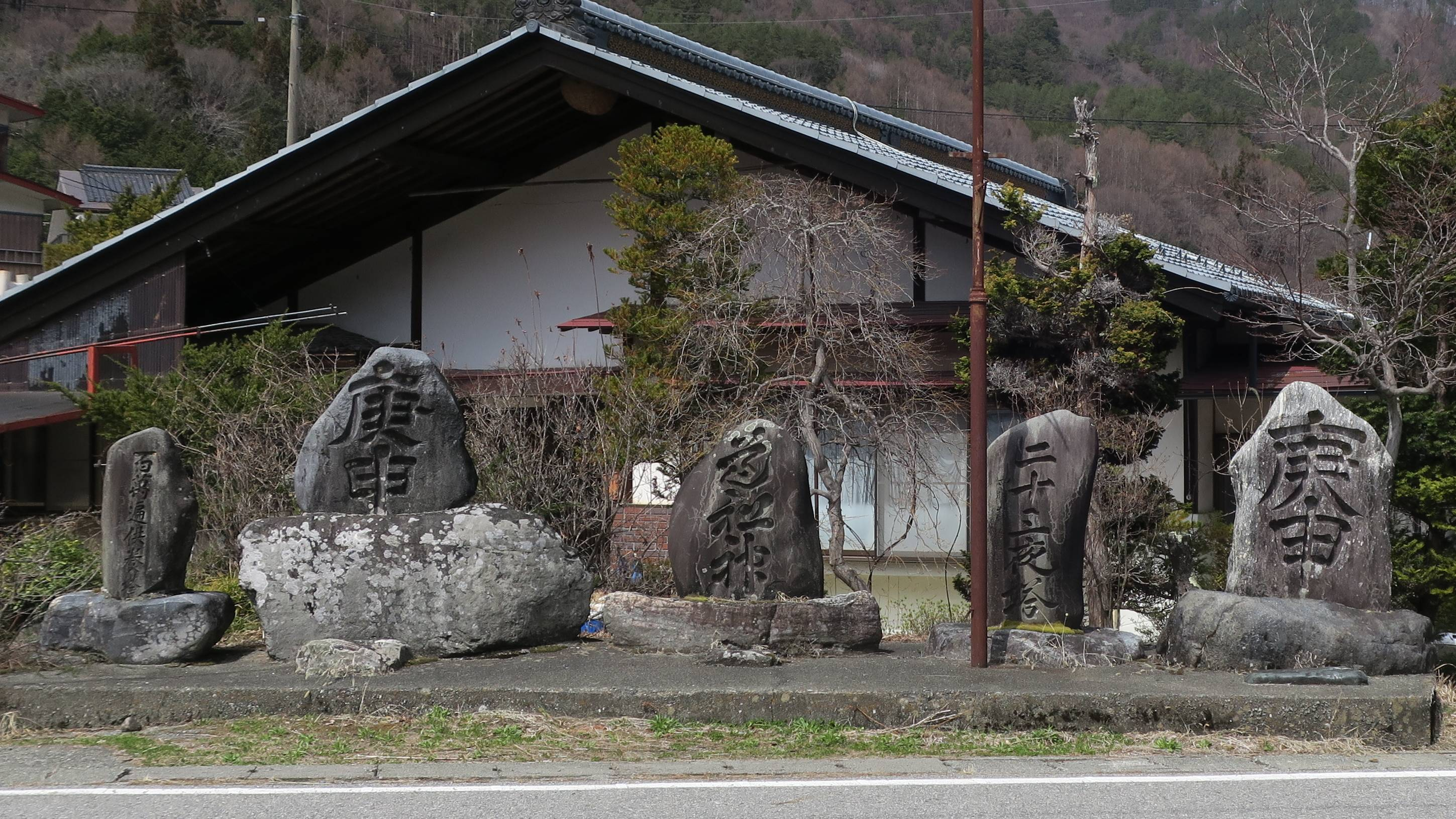
市野瀬宿の庚申塔
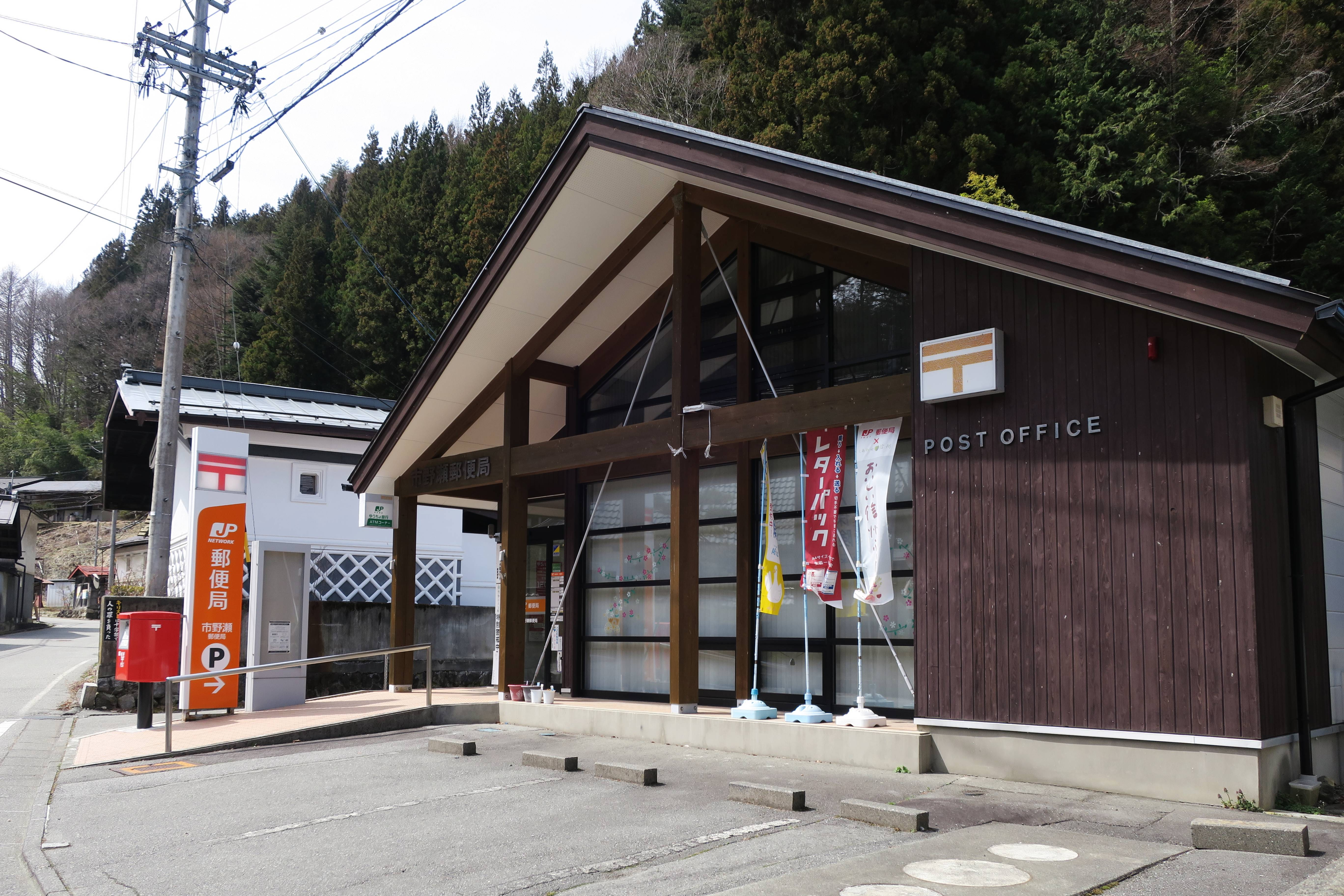
市野瀬郵便局

## 交通

### 道路
- 国道152号（秋葉街道）
- 長野県道212号杉島市野瀬線

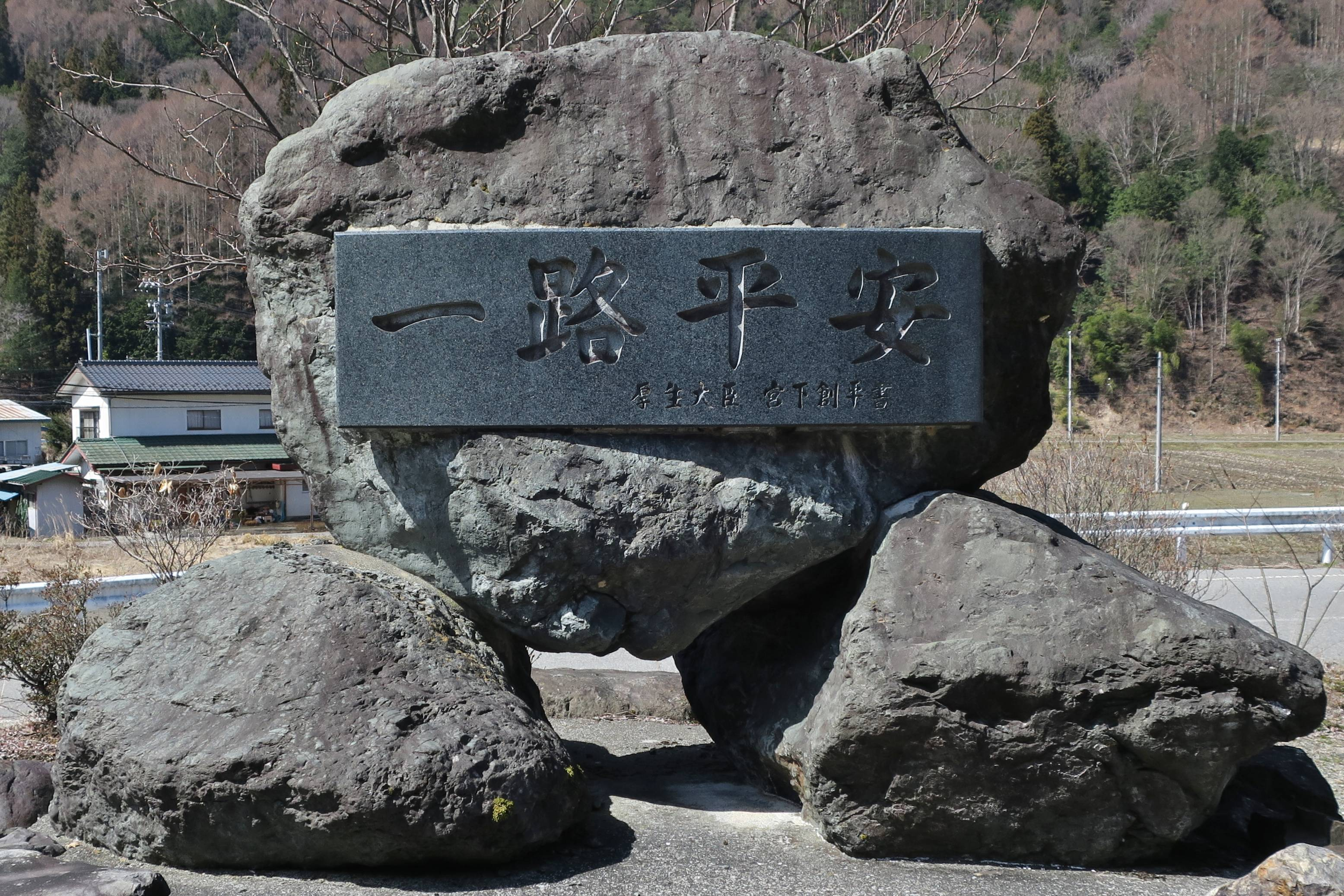
国道152号・市野瀬バイパス開通記念碑

## 出身有名人
- 宮下創平